# Tori (luchadora)
Terri Poch (20 de agosto de 1967) es una fisicoculturista y ex luchadora profesional estadounidense, más conocida por sus apariciones en la World Wrestling Federation (WWF) como Tori. En la actualidad posee y dirige un estudio de yoga en Portland.

## Vida personal
Antes de comenzar una carrera en la lucha libre profesional, Poch trabajó como fisicoculturista y modelo.
Tras su liberación de la WWF, se convirtió en una yogini.

## Carrera

### World Wrestling Federation (1998–2001)

#### 1998–1999
En 1998, fue contratada por la World Wrestling Federation (WWF).

#### 2001
Poch volvió en enero de 2001 como The Black Ninja, una figura enmascarada en un traje negro que ayudó a Raven reteniendo el Campeonato Hardcore. Después de trabajar como entrenadora de WWF Tough Enough a lo largo de 2001, Poch fue puesta en libertad más tarde en ese año.